# Martrell Spaight
Martrell Spaight (North Little Rock, 5 agosto 1993) è un giocatore di football americano statunitense che milita nel ruolo di linebacker per i Vegas Vipers della X Football League (XFL).

## Biografia

### Washington Redskins
Dopo avere giocato al college a football ad Arkansas, Spaight fu scelto nel corso del quinto giro (141º assoluto) del Draft NFL 2015 dai Washington Redskins. Debuttò come professionista subentrando nella gara del primo turno contro i Miami Dolphins in cui mise a segno un tackle. Il 22 settembre fu inserito in lista infortunati per il protrarsi dei sintomi di una commozione cerebrale subita contro i Dolphins, perdendo tutto il resto della sua stagione da rookie.

## Statistiche
| Partite totali      | 1   |
| Partite da titolare | 0   |
| Tackle totali       | 1   |
| Sack                | 0,0 |
| Intercetti          | 0   |
| Fumble forzati      | 0   |

Statistiche aggiornate alla stagione 2015